# Kilwa
Kilwa es un valiato de Tanzania perteneciente a la región de Lindi.
En 2012, el valiato tenía una población de 190 744 habitantes.
El valiato se ubica en la esquina nororiental de la región, en la costa del Océano Índico, limitando por el norte con la región de Pwani. En su zona costera, con varias islas y bahías de gran importancia histórica para la cultura suajili, se incluyen monumentos importantes como Kilwa Kisiwani, Kilwa Kivinje y Songo Mnara.

## Subdivisiones
Se divide en las siguientes 21 katas:
- Chumo
- Kandawale
- Kibata
- Kikole
- Kinjumbi
- Kipatimu
- Kiranjeranje
- Kivinjesingino
- Lihimalyao
- Likawage
- Mandawa
- Masoko (la capital)
- Miguruwe
- Mingumbi
- Miteja
- Mitole
- Nanjirinji
- Njinjo
- Pande Mikoma
- Songosongo
- Tingi